# Cicciana latreillei
Cicciana latreillei är en insektsart som först beskrevs av William Lucas Distant 1908.  Cicciana latreillei ingår i släktet Cicciana och familjen dvärgstritar. Inga underarter finns listade i Catalogue of Life.